# Граблі

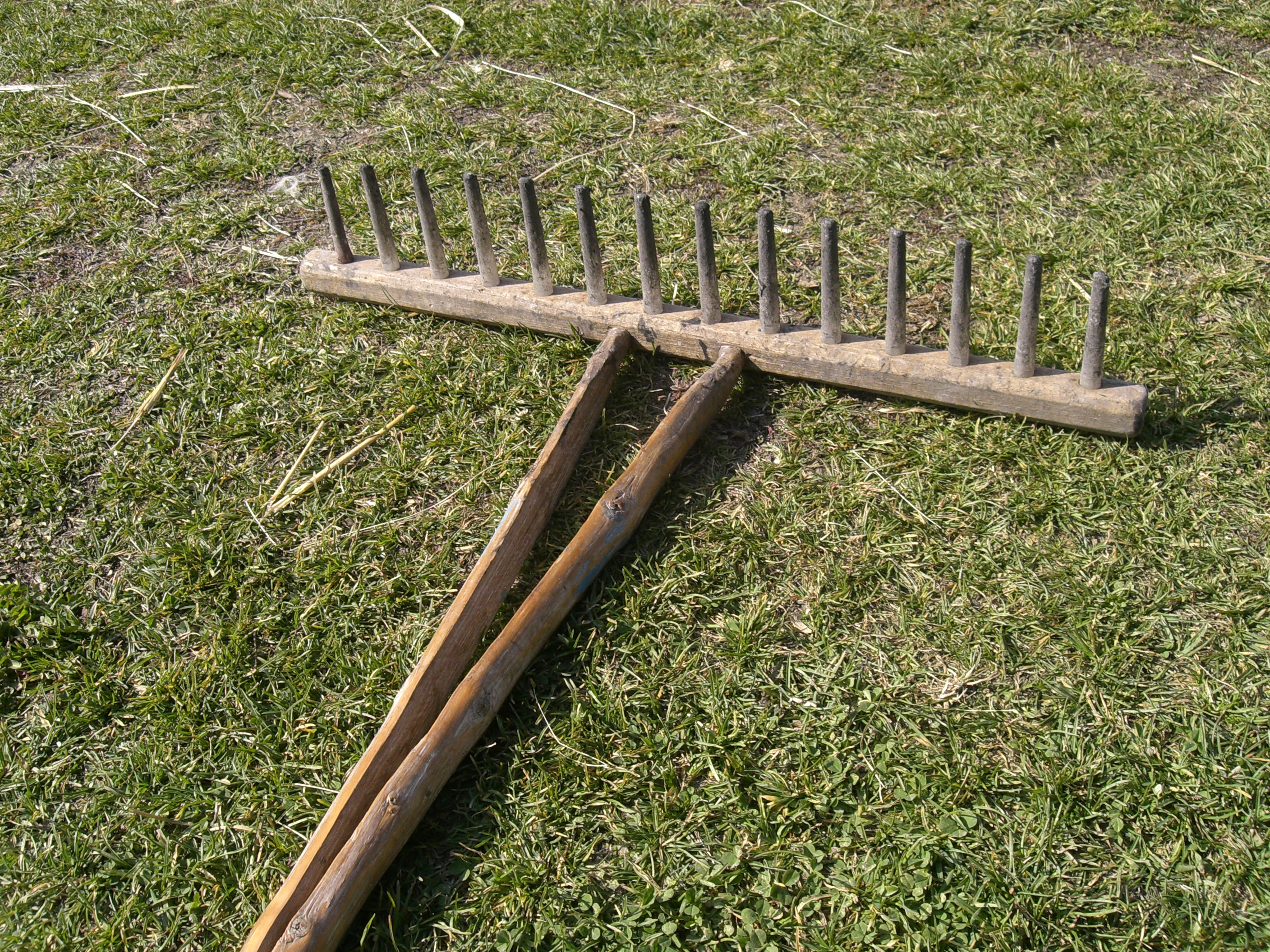
Дерев'яні граблі

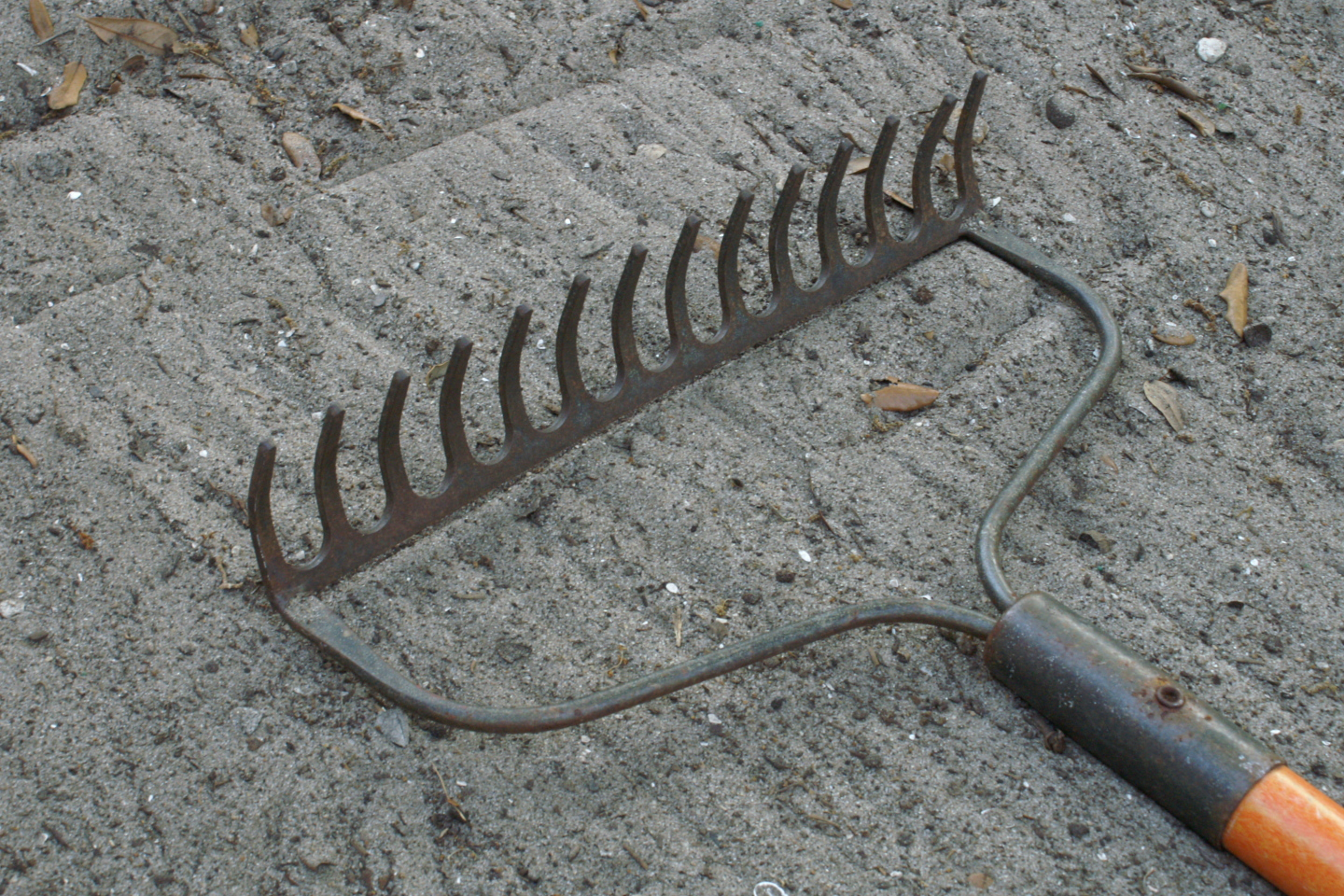
Робоча частина граблі́в

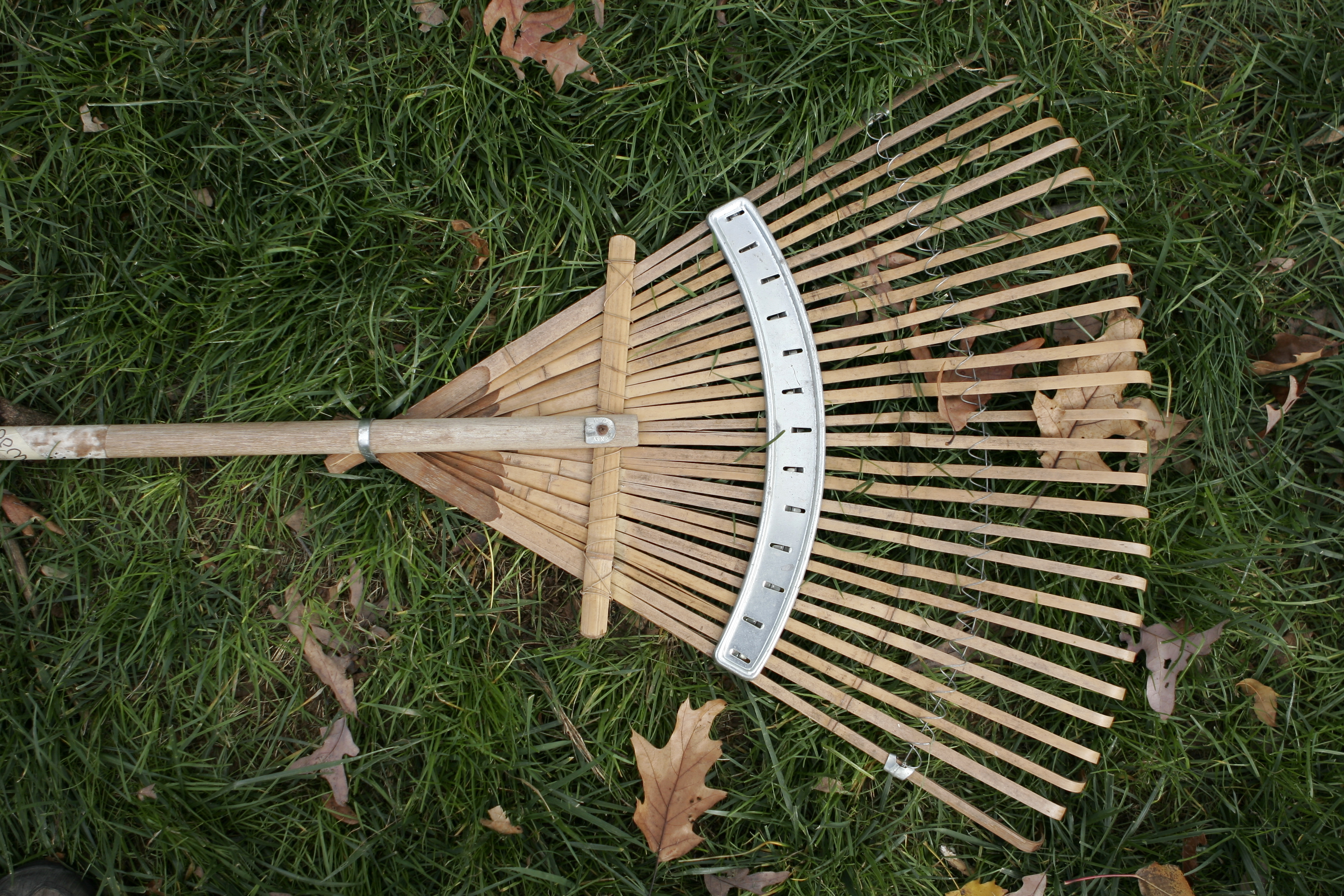
Віялові граблі

Граблі́ (прасл. *grabljě/*grablję, від *grabiti — «згрібати, грабати») — сільськогосподарське знаряддя для загрібання сіна, соломи, скошеного хліба ,опалого листя ,тощо. Також граблі використовуються для загрібання грядок у полі та на городах, облаштуванні газонів і клумб. Щодо оброблення землі граблями вживається дієслово «скоро́дити» (також його вживають щодо оброблення землі бороною), у розмовному мовленні щодо згрібання чого-небудь граблями вживається ще слово «гра́бати».

## Опис
Поширені два види граблів — дерев'яні та залізні. Обидва могли бути ручними та кінними.

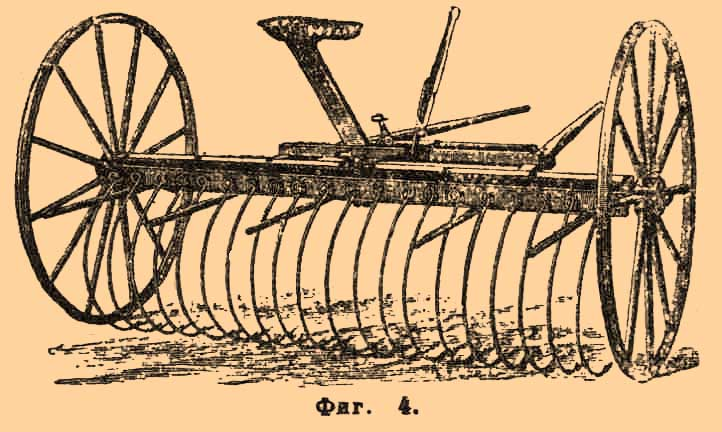
Американські кінні граблі початку XX ст.

Ручні дерев'яні граблі складаються з валка довжиною до 90 см, у який знизу під прямим кутом (чи трохи навскіс) забивають зубці, зубки (переважно 9-10 см, на Півдні України 20-30 см) 10-12 см завдовжки. До валка збоку кріпиться держак (гра́блище, граби́лно, гра́блисько, заст. де́ржівно́, граби́льно). Останній традиційно робили з рівної ліщини з подвійною, а то й з потрійною розвилкою на кінці (вона називалася ро́скіп).
На сінокосі їх використовували, щоб ворушити скошену траву, а потім згрібати її у валки (валкувати). Дерев'яні граблі через їх зручність і легкість продовжують використовувати і по сьогодні.

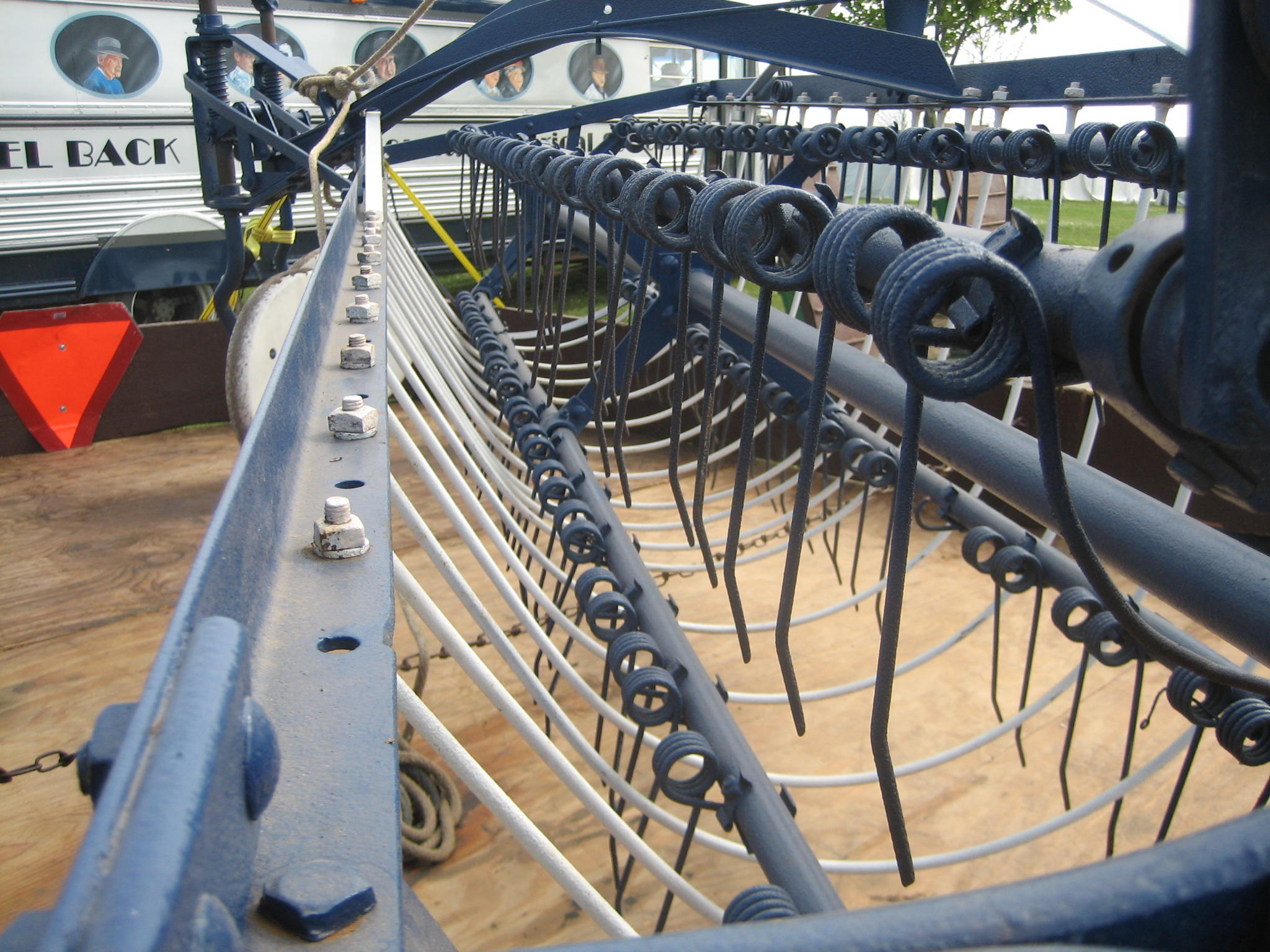
Причіпні механічні граблі

На початку XX сторіччя з'явились ручні залізні граблі, валок та цвяхоподібні зубці яких виготовлялись фабрично. У Російській імперії дерев'яні граблі із залізними зубами, у яких валок кріпився до держака «роскіпом», були відомі як «ерфуртські»; залізні граблі з кріпленням валка залізними дугами називалися «американськими», зі втулковим кріпленням — «англійськими». Ці граблі використовувались здебільшого для загрібання грядок.

### Механічні граблі
На Півдні України поряд із ручними заможні селяни застосовували масивні дерев'яні кінні граблі з валком до 240 см та 40 зубцями до 50 см кожен. Ними переважно підгрібали колоски в полі після того, як снопи були вивезені. З кінця XIX сторіччя для виконання цієї роботи у великих господарствах стали використовувати фабричні кінні залізні граблі — так звані гребки (гребалки).
Кінні граблі початку XX ст. складалися з рами, колісного ходу (осі з 2 колесами), сидіння для робітника, голобель або дишля для упряжки, грабе́льного пристрою із загнутих зубів та спеціального підіймального снаряда. Існувало два типи кінних граблів: більш поширені в Російській імперії американські — зі зубами круглого перерізу, дерев'яними колесами й прикріпленим до голобель сидінням; і англійські — із зубами переважно прямокутного перерізу (іноді овального, хрестоподібного або Т-подібного), залізними колесами і розміщеним на бруску сидінням. Підіймальний снаряд служив для зміни положення бруска й рами, що викликало підняття або опускання зубів. Залежно від конструкції грабель він урухомлювався або натискуванням педалі ногою робітника, або автоматично (самодійні граблі). За 10-годинний робочий день робітник міг обробити від 6-7 (при ширині грабель 2,1 м і запряжці 1 коня в голоблях) до 8-9 (при ширині грабель 2,7 м і запряжці 2 коней з дишлем) десятин землі.
У сучасному промисловому сільському господарстві граблями називають причіпні комплексні пристрої різного типу (тракторні граблі), що призначені для виконання аналогічних функцій в умовах великих земельних угідь.

## У культурі

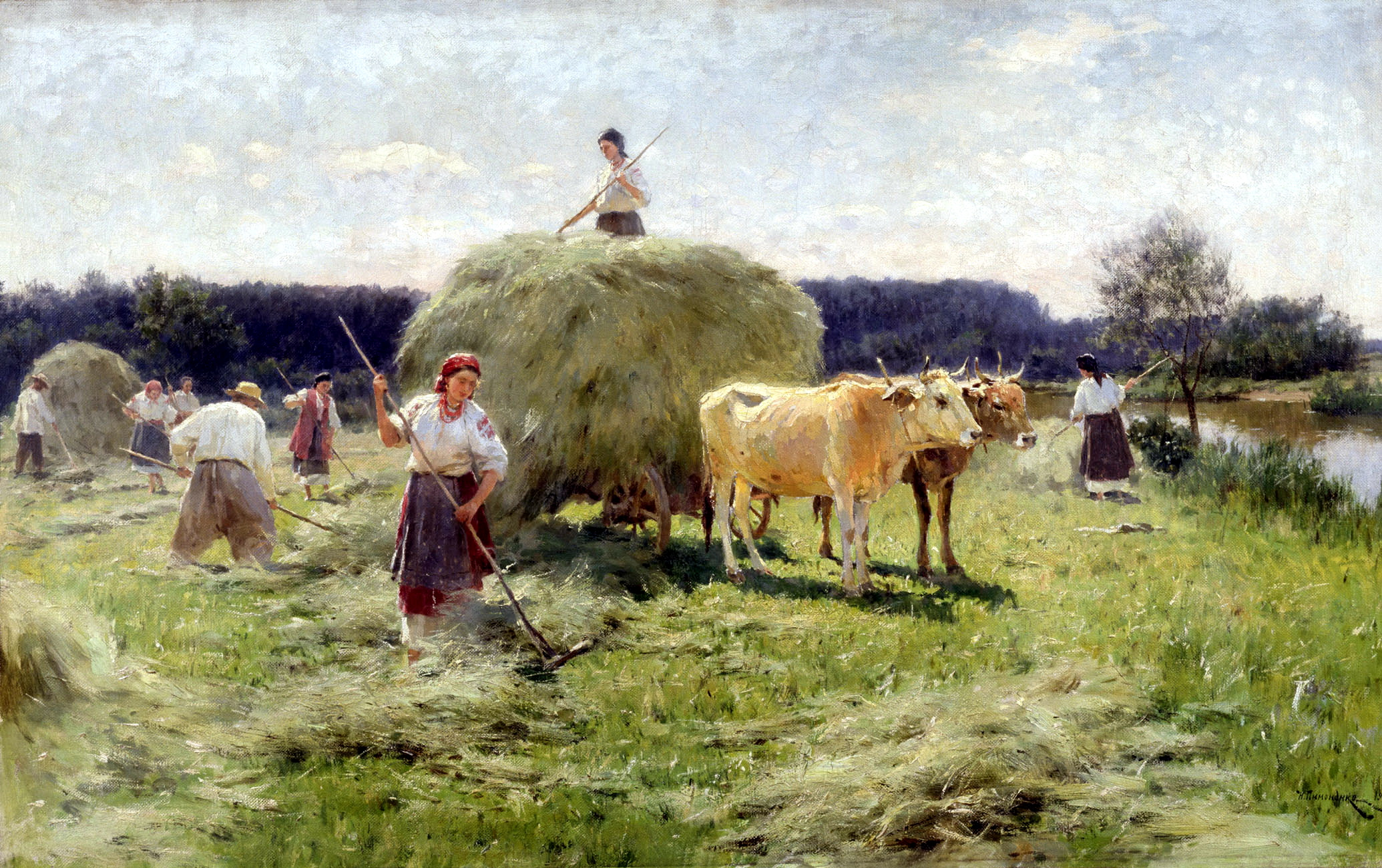
«Сінокіс». Картина Миколи Пимоненка, 1907.

### Обрядність
У народній обрядності граблі трапляються рідко, але засвідчено їх використовування в українському шлюбному обряді: коли мати молодого перед його від'їздом по молоду верхи на граблях тричі об'їжджала діжу надворі. Після цього старший боярин «напував коня», тобто лив на граблі воду з кухля, який потім розбивали. Втім, замість грабель у цьому обряді частіше використовувалися вила.

### Прислів'я
- Се ще вилами писано, а граблями скороджено
- Де ви бачили граблі, щоб від себе гребли?
- Дме пику, що й граблями носа не дістанеш[17]
- На єдні граблі двічі не ступають[17]
- Рогатої скотини — вила та граблі; хорошої одежі — мішок та ряднина[17]

### У літературі
|  | Хома Григорович одного разу йому щодо цього добру сплів приказку: розказав він йому, як один школяр, що вчився у якогось там дяка грамоти, приїхав до батька і став таким латинником, що забув навіть нашу мову православну. Всі слова звертає на ус: лопата в нього — лопатус, баба — бабус. От, трапилося раз, пішли вони разом з батьком у поле. Латинник побачив граблі та й питає батька: «А як це, батьку, по-вашому зветься?» Та й наступив, роззявивши рота, ногою на зубці. Той не встиг зібратися з відповіддю, як грабильно піднялося, розмахнувшись, та — лусь його по лобі. «Кляті граблі!» закричав школяр, ухопившись рукою за лоб і підскочивши на аршин: «як же вони, чорт би зіпхнув з мосту їхнього батька, боляче б'ються!»— М. В. Гоголь «Вечори на хуторі біля Диканьки» |

### Інше
- Грабельки́ — вид орнаменту писанки[18].